# Awalmir
Awalmir (* 1931 in Peschawar; † 24. April 1982 in Kabul) war ein afghanischer Sänger, Musiker und Komponist.
Awalmir (Pashtoاولمير) sang bereits mit 10 Jahren einige Musikstücke. Sein erster Musiklehrer mit Liedern aus der Sprache und Literatur Paschtu war Jafar. Später lernte er Musik und Gesang bei Sabs Ali, der nach dem Tod seiner Eltern seine Vormundschaft bzw. Betreuung übernahm. Er hat zwar den jungen Musiker mit auf Konzerte mitgenommen, jedoch war er zunächst dagegen, dass seine Stimme von Radio gesendet wird.
Mit 17 nahm Awalmir im Jahre 1948 an den Feierlichkeiten aus Anlass des 60. Jahrestags der Unabhängigkeit Afghanistans teil. Dort lernte er Mohammad Amin Malang Jan kennen. Malang stellte ihn bei Radio Kabul RTA vor. Awalmir kehrte nicht nach seiner Heimatstadt Peschawar zurück und blieb in Kabul.
Awalmir komponierte einige Musikstücke, die er gemeinsam mit Gulistan sang. Er komponierte und sang ca. 250 Songs, Lieder und Chors auf Paschtu.